# Comportament polític
Les teories de comportament polític, com aspecte de la ciència política, intenten quantificar i explicar les influències que defineixen les visions polítiques, ideologia i els nivells de participació política d'una persona. Els investigadors que més hi han influït són Karl Deutsch i Theodor Adorno.

## Influències a llarg termini en l'orientació política
Hi ha tres fonts principals d'influència que formen l'orientació política i creen efectes a llarg termini. Generalment, la principal influència prové de la família. Sovint els xiquets adopten els valors ideològics dels seus pares. Alguns teòrics han reivindicat que la família té una tendència a ser la força més forta i influent al llarg de la vida d'una persona; un assaig ha atribuït la relació del moviment estudiantil dels anys 1930 a la influència de pares.
En segon lloc, els professors i altres figures d'autoritat educacional tenen un impacte significantiu en l'orientació política. Des dels 4 anys fins als 18 els xiquets passen al voltant del seu temps a l'Escola o a l'Institut. A més, l'educació és un aspecte que augmenta considerablement l'interés per la consciència i l'orientació política. A l'octubre de 2004 un estudi sobre 1.202 universitaris dels Estats Units va demostrar que un 87% d'ells es van registrar per votar, mentre que a la resta del País només un 64% d'adults nord-americans ho va fer. Un estudi a la Universitat de Santa Clara també va demostrar que un 84% d'estudiants s'hi van registrar per votar. Cal tenir en compte que a la infantesa i a l'adolescència hom té el nivell més alt de capacitat d'impressió.
En tercer lloc, els altres afecten l'orientació política. Amics de vegades, però no necessàriament, tenen l'avantatge de ser part de la mateixa generació, que col·lectivament desenvolupa un conjunt únic de qüestions socials; Eric L. Bey ha reivindicat que "la socialització és el procediment a través del qual els individus adquireixen coneixements, hàbits, i les orientacions de valor que seran útils en el futur".

## Influències a curt termini en l'orientació política
Els factors a curt termini també afecten el comportament electoral; els mitjans de comunicació i l'impacte d'assumptes individuals d'elecció figuren entre aquests factors. Aquests factors difereixen dels factors a llarg termini perquè sovint són efímers. No obstant això, poden ser tan crucials com els factors de llarg termini en modificar l'orientació política. Les maneres en què aquestes dues fonts són interpretades sovint depenen de la ideologia política específica de l'individu formada pels factors a llarg termini.
La majoria dels politòlegs estan d'acord que els mitjans de comunicació tenen un impacte profund en el comportament electoral. Un autor afirma que "Poques persones argumentarien en contra de la idea que els mitjans de comunicació de massa són importants en la política contemporània ... la transició a la política democràtic liberal a la Unió Soviètica i a Europa Oriental els mitjans de comunicacions van ser un lloc de batalla clau".
En segon lloc, hi ha qüestions electorals. Aquests inclouen temes de campanya, debats i anuncis. Els anys d'eleccions i les campanyes polítiques poden canviar certs comportaments polítics sobre la base dels candidats que participen, que tenen diferents graus d'eficàcia per influir en els votants.

## La influència de grups socials sobre els resultats polítics
Recentment, alguns politòlegs s'han interessat en diversos estudis que tenen la finalitat d'analitzar la relació entre el comportament de grups socials i els resultats polítics. Alguns dels grups socials inclosos en els seus estudis han estat l'edat, el sexe i l'ètnia.
Per exemple, en la  política nord-americana, l'efecte dels grups ètnics i de sexe ha tingut una gran influència sobre els resultats polítics.
Els llatinoamericans tenen un impacte social profund sobre el resultat de les eleccions i estan emergint com una força política forta que promet. L'augment més perceptible en el vot dels llatinoamericans va ser durant les  eleccions presidencials nord-americanes de 2000, encara que els vots no van compartir una visió política comuna en aquest moment. En les  eleccions de 2006, el vot llatinoamericà va ajudar molt en l'elecció del  Senador de Florida Mel Martinez, encara que en les  eleccions presidencials nord-americanes de 2004, aproximadament un 44% llatinoamericans van votar per al President republicà George W. Bush. Els llatinoamericans s'han adonat que es mostra un interés creixent en el seu vot, que els obliga a estar més units quan s'enfronten a opinions polítiques. Actualment la immigració il·legal ha captat l'atenció i els llatinoamericans, encara que no són completament unànimes, es preocupen de l'educació, l'ocupació i la deportació d'immigrants il·legals als Estats Units.
Fa més de set dècades, les dones van guanyar el dret a votar i des d'aleshores han estat fent una diferència en els resultats d'eleccions polítiques. Atès que el dret a ser actiu políticament els ha donat l'oportunitat a expandir el seu coneixement i influència en successos d'actualitat, ara són considerades un dels components principals de la presa de decisió del país tant en la política com en l'economia. Segons l'Associació Americana de la Ciència Política, després de les eleccions presidencials de 2004, el vot femení potser va decidir el resultat de la cursa electoral. Susan Carroll, autora deVotants femenins i la bretxa de gènere, afirma que l'augment d'influència femenina en els comportaments polítics està motivat per quatre categories principals: les dones que voten superen en nombre els homes que voten; s'estan realitzant importants esforços per augmentar el registre i la participació de les dones; una bretxa de gènere és evident en les eleccions de 2004 com ha estat en cada elecció presidencial des del 1980; i les dones constitueixen una part desproporcionalment gran dels votants que no han decidit que faran la seua decisió tarda a la campanya.